# Ophthalmophyllum
Genre
Classification phylogénétique
Les Ophthalmophyllum sont un genre de plantes vivaces succulentes appartenant à la famille des Aizoaceae.
Ce genre est souvent incorporé dans le genre Conophytum. On trouve aussi l'orthographe Ophtalmophyllum.

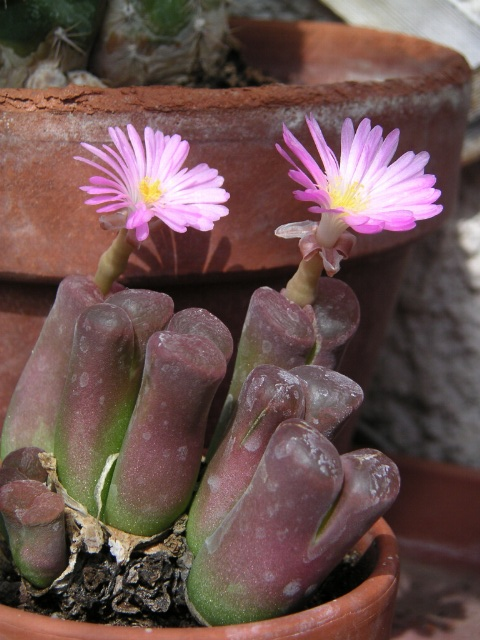
Ophthalmophyllum dinteri
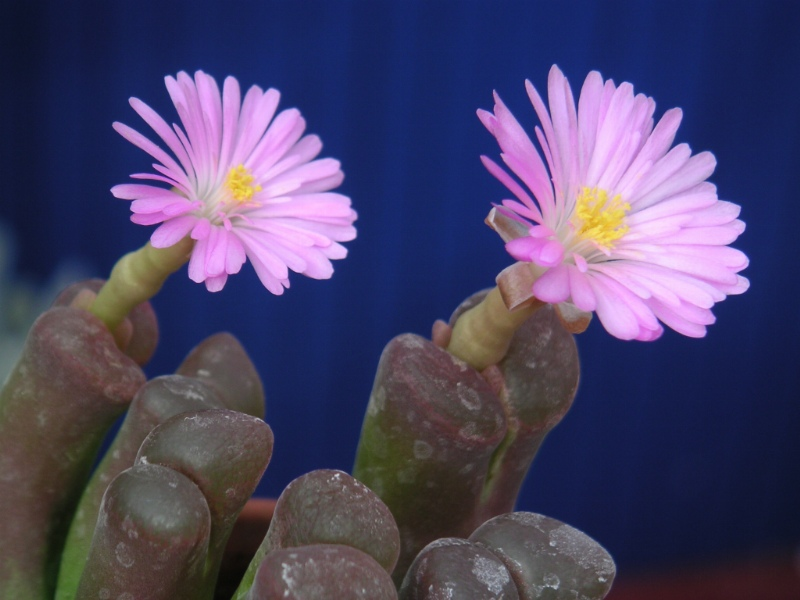
Ophthalmophyllum dinteri
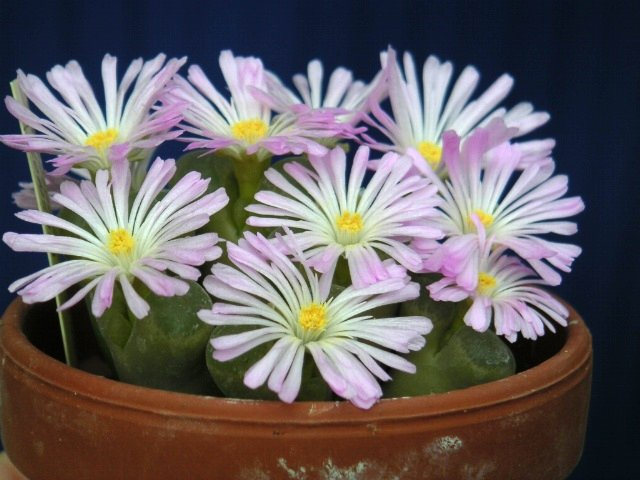
Ophthalmophyllum longum